# Andreella megapora
Andreella megapora är en mossdjursart som beskrevs av Moyano och Melgarejo 1978. Andreella megapora ingår i släktet Andreella och familjen Microporidae. Inga underarter finns listade i Catalogue of Life.